# Z의 비극
《Z의 비극》(The Tragedy of Z)은 1933년에 발행된 미국의 추리 작가 엘러리 퀸의 장편 추리 소설이다.

## 개요
Z의 비극은 엘러리 퀸의 「드루리 레인 4부작」중 전작 Y의 비극의 후속에 해당되는 제3부이다. 1933년 발행 당시에는 본작을 포함해 4작품 모두 바너비 로스라는 필명으로 발표되었다. Z의 비극부터 섬 경감의 딸 페이션스라는 새로운 인물이 등장한다.

## 줄거리
섬 경감은 뉴욕시경을 퇴직하고 사립탐정사무소를 개설한다. 악명 높은 정치인 포셋 의원의 살인 사건이 발생하면서, 살해범으로 한 전과자가 용의자로 지목된다. 섬 경감과 그녀의 딸 페이션스는 이 살인 사건을 수사한다. 하지만, 수사가 진행될수록 용의자가 진범이 아니라는 믿음을 떨칠 수가 없다. 결국 전기 의자 사형대에 앉혀질 용의자를 구할 방법이 막막한 가운데, 사형 집행 전에 무고한 용의자를 구출하기 위한 드루리 레인 일행의 피말리는 작전이 시작된다.

## 같이 보기
- 드루리 레인